# آي يو (مغنية)
لي جي يون أو كما تُعرف آي يو (بالكورية: 아이유) (ولدت: 16 مايو 1993) في سول، كوريا الجنوبية، مغنية وممثلة وملحنة كورية جنوبية بدأت مسيرتها الفنية عام 2008، وأطلقت ألبومها الأول في عام 2009. أما في عام 2017 أطلقت ألبوم باسم (بالإنجليزية: Palette).

## حياتها

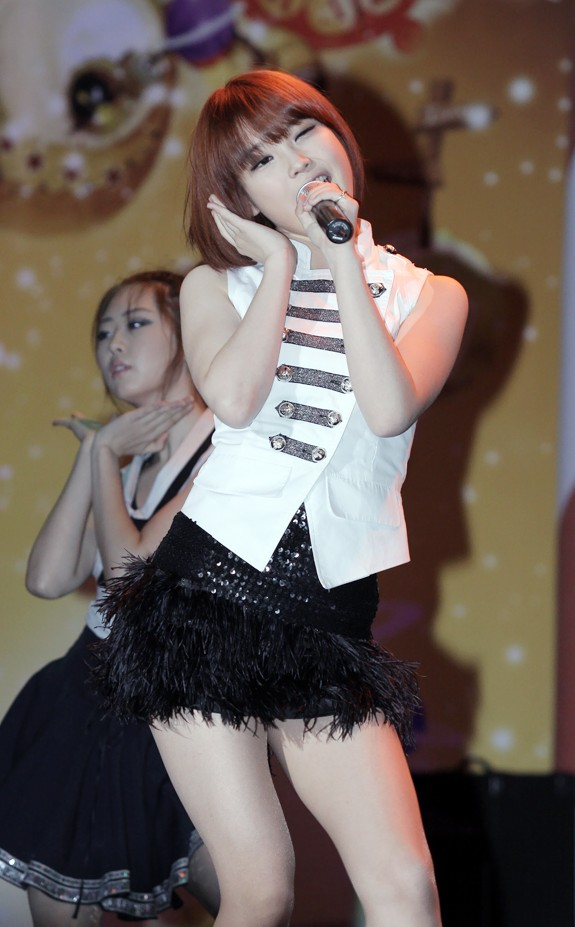
لي جي يون في 29 أكتوبر 2009

ولدت آي يو في 16 مايو 1993، في سيول ، كوريا الجنوبية. في سن مبكرة ، أصبحت مهتمة بممارسة مهنة في صناعة الترفيه وبدأت في حضور دروس التمثيل. بعد فترة وجيزة من سنوات دراستها الابتدائية ، تدهور الوضع المالي لعائلتها ، وانتقلوا في النهاية إلى أويجيونجبو في مقاطعة جيونج جي. عاشت هي وشقيقها الأصغر بعيدًا عن والديهما في غرفة استوديو مع جدتهما وابن عمهما لأكثر من عام في ظروف من الفقر المدقع. كانت آيو على اتصال قليل بوالديها خلال تلك الفترة الزمنية لكنها شعرت بالاطمئنان تحت رعاية جدتها.

## الأعمال

### أفلام
| السنة | العنوان        | الدور             |
| ----- | -------------- | ----------------- |
| 2014  | مغامرات سامي 2 | إيلا (تمثيل صوتي) |
| 2015  | الساحرة        | جوي               |
| 2022  | سمسار          | تشارلوت باغهام    |

### مسلسلات
| السنة | العنوان                         | الدور              | ملاحظة                 | م.     |
| ----- | ------------------------------- | ------------------ | ---------------------- | ------ |
| 2011  | حلم الشباب                      | كيم بيل سوك        | دور رئيسي              | [ 9 ]  |
| 2012  | Dream High 2                    | كيم بيل سوك        |                        | [ 10 ] |
| 2012  | Salamander Guru and The Shadows | سراقة الجيوب جيون  | دور الكاميو (الحلقة 6) | [ 11 ] |
| 2013  | You Are the Best!               | لي سون شين         | دور رئيسي              | [ 12 ] |
| 2013  | Bel Ami                         | كيم بو تونغ        | دور رئيسي              | [ 13 ] |
| 2015  | المنتجون                        | كيندي              | دور رئيسي              | [ 14 ] |
| 2016  | أحباء القمر - القلب القرمزي ريو | جو ها جين / هاي سو | دور رئيسي              | [ 15 ] |
| 2018  | سيدي                            | لي جي ان           | دور رئيسي              | [ 16 ] |
| 2019  | شخصية                           | فارايوس            | دور رئيسي              | [ 17 ] |
| 2019  | فندق ديل لونا                   | جانغ مان وول       | دور رئيسي              | [ 18 ] |
| 2025  | عندما تمنحك الحياة ثمار اليوسفي | يي-سون             | دور رئيسي              | [ 19 ] |

## روابط خارجية
- آي يو على موقع IMDb (الإنجليزية)
- آي يو على موقع ميتاكريتيك (الإنجليزية)
- آي يو على موقع ألو سيني (الفرنسية)
- آي يو على موقع ميوزك برينز (الإنجليزية)
- آي يو على موقع أول موفي (الإنجليزية)
- آي يو على موقع قاعدة بيانات الأفلام السويدية (السويدية)
- آي يو على موقع أول ميوزيك (الإنجليزية)
- آي يو على موقع ديسكوغز (الإنجليزية)
- آي يو على موقع قاعدة بيانات الفيلم (الإنجليزية)
- آي يو على موقع ليتربوكسد (الإنجليزية)
- الموقع الإلكتروني